# Pelicano Airport
Pelicano Airport är en flygplats i Chile.   Den ligger i provinsen Provincia de Elqui och regionen Región de Coquimbo, i den centrala delen av landet, 500 km norr om huvudstaden Santiago de Chile. Pelicano Airport ligger 1 125 meter över havet.
Terrängen runt Pelicano Airport är huvudsakligen kuperad, men den allra närmaste omgivningen är platt. Terrängen runt Pelicano Airport sluttar österut. Trakten runt Pelicano Airport är nära nog obefolkad, med mindre än två invånare per kvadratkilometer.. 
Omgivningarna runt Pelicano Airport är i huvudsak ett öppet busklandskap.